# Henry Sebastian D’Souza
Henry Sebastian D’Souza (* 20. Januar 1926 in Igatpuri, Maharashtra; † 27. Juni 2016 in Kolkata, Westbengalen) war ein indischer Geistlicher und römisch-katholischer Erzbischof von Kalkutta.

## Leben
Henry Sebastian D’Souza empfing am 24. August 1948 das Sakrament der Priesterweihe.
Am 24. Januar 1974 ernannte Papst Paul VI. ihn zum Erzbischof von Cuttack-Bhubaneswar. Die Bischofsweihe spendete ihm am 5. Mai desselben Jahres in der Kathedrale von Kalkutta der Apostolische Nuntius in Indien, Erzbischof John Gordon; Mitkonsekratoren waren der Erzbischof von Kalkutta, Lawrence Trevor Picachy SJ, und der Erzbischof von Ranchi, Pius Kerketta SJ. 
Am 29. März 1985 ernannte Papst Johannes Paul II. D’Souza zum Koadjutorerzbischof von Kalkutta. Mit dem Rücktritt Lawrence Trevor Picachys am 5. April 1986 folgte er diesem als Erzbischof von Kalkutta nach. Am 2. April 2002 nahm Johannes Paul II. sein altersbedingtes Rücktrittsgesuch an. 